# Pascal Cygan
Pascal Cygan (Lens, 29 aprile 1974) è un allenatore di calcio, dirigente sportivo ed ex calciatore francese, di ruolo difensore, tecnico dell'Avion.

## Carriera

### Giocatore

#### Lilla
Cresciuto nel Wasquehal, nel 1995 è passato al Lilla. Il 5 agosto 1995 ha debuttato in Ligue 1, disputando da titolare l'incontro Saint-Étienne-Lilla (1-1). Ha militato nel Lilla fino al 2002, disputando quattro stagioni in Division 1 e tre in Division 2. Nella stagione 2001-2002 è sceso in campo, inoltre, nelle qualificazioni alla UEFA Champions League e in Coppa UEFA. Ha collezionato in totale, con il Lilla, 200 presenze e 10 reti.

#### Arsenal
Nel luglio 2002 si è trasferito all'Arsenal. Ha debuttato ufficialmente con la nuova maglia il 1º settembre 2002, nell'incontro di campionato Chelsea-Arsenal (1-1), subentrando a Nwankwo Kanu al minuto 83. Ha militato nelle file dei Gunners per quattro stagioni, vincendo un campionato inglese, due FA Cup e due Community Shield. Ha totalizzato, con la maglia dell'Arsenal, 98 presenze e 3 reti.

#### Villarreal e FC Cartagena
Il 31 agosto 2006 si è trasferito in Spagna, al Villarreal. Il debutto con la nuova maglia è avvenuto il 21 ottobre 2006, nell'incontro di campionato Villarreal-Levante (1-1). Ha militato nelle file del Villareal fino al 2009, totalizzando 59 presenze e 2 reti. Nell'agosto 2009 è passato al FC Cartagena, club militante nella Segunda División spagnola. Ha militato nel club bianconero fino al 2011, totalizzando 57 presenze. Nel giugno 2011 ha annunciato il proprio ritiro dall'attività agonistica.

### Dirigente sportivo
Nell'agosto 2013 è diventato direttore sportivo del Wasquehal. Ha mantenuto l'incarico fino al 2016.

### Allenatore
Il 19 giugno 2016 è diventato vice del tecnico Arnauld Mercier al Roeselare. Nel 2018 è entrato nello staff delle giovanili del Mouscron. Nel 2023 è diventato allenatore dell'Avion.

## Statistiche

### Presenze e reti nei club
| Stagione         | Squadra          | Campionato       | Campionato | Campionato | Coppe nazionali | Coppe nazionali | Coppe nazionali | Coppe continentali | Coppe continentali | Coppe continentali | Altre coppe | Altre coppe | Altre coppe | Totale | Totale |
| Stagione         | Squadra          | Comp             | Pres       | Reti       | Comp            | Pres            | Reti            | Comp               | Pres               | Reti               | Comp        | Pres        | Reti        | Pres   | Reti   |
| ---------------- | ---------------- | ---------------- | ---------- | ---------- | --------------- | --------------- | --------------- | ------------------ | ------------------ | ------------------ | ----------- | ----------- | ----------- | ------ | ------ |
| 1995-1996        | Lilla            | D1               | 27         | 0          | CF+CDLL         | 4+2             | 0+0             | -                  | -                  | -                  | -           | -           | -           | 33     | 0      |
| 1996-1997        | Lilla            | D1               | 14         | 0          | CF+CDLL         | 1+0             | 0+0             | -                  | -                  | -                  | -           | -           | -           | 15     | 0      |
| 1997-1998        | Lilla            | D2               | 26         | 3          | CF+CDLL         | 1+0             | 0+0             | -                  | -                  | -                  | -           | -           | -           | 27     | 3      |
| 1998-1999        | Lilla            | D2               | 21         | 1          | CF+CDLL         | 1+0             | 0+0             | -                  | -                  | -                  | -           | -           | -           | 22     | 1      |
| 1999-2000        | Lilla            | D2               | 33         | 2          | CF+CDLL         | 1+1             | 0+0             | -                  | -                  | -                  | -           | -           | -           | 35     | 2      |
| 2000-2001        | Lilla            | D1               | 29         | 2          | CF+CDLL         | 0+0             | 0+0             | -                  | -                  | -                  | -           | -           | -           | 29     | 2      |
| 2001-2002        | Lilla            | D1               | 29         | 2          | CF+CDLL         | 0+0             | 0+0             | UCL+UEFA           | 7+3                | 0+0                | -           | -           | -           | 39     | 2      |
| Totale Lilla     | Totale Lilla     | Totale Lilla     | 179        | 10         |                 | 11              | 0               |                    | 10                 | 0                  |             | -           | -           | 200    | 10     |
| 2002-2003        | Arsenal          | PL               | 18         | 1          | FA+FLC          | 2+0             | 0+0             | UCL                | 11                 | 0                  | CS          | 0           | 0           | 31     | 1      |
| 2003-2004        | Arsenal          | PL               | 18         | 0          | FA+FLC          | 0+3             | 0+0             | UCL                | 3                  | 0                  | CS          | 0           | 0           | 24     | 0      |
| 2004-2005        | Arsenal          | PL               | 15         | 0          | FA+FLC          | 3+1             | 0+0             | UCL                | 3                  | 0                  | CS          | 1           | 0           | 23     | 0      |
| 2005-2006        | Arsenal          | PL               | 12         | 2          | FA+FLC          | 0+4             | 0+0             | UCL                | 3                  | 0                  | CS          | 1           | 0           | 20     | 2      |
| lug.-ago. 2006   | Arsenal          | PL               | 0          | 0          | FA+FLC          | 0+0             | 0+0             | UCL                | 0                  | 0                  | -           | -           | -           | 0      | 0      |
| Totale Arsenal   | Totale Arsenal   | Totale Arsenal   | 63         | 3          |                 | 13              | 0               |                    | 20                 | 0                  |             | 2           | 0           | 98     | 3      |
| ago. 2006-2007   | Villarreal       | PD               | 21         | 1          | CDR             | 0               | 0               | CI                 | 0                  | 0                  | -           | -           | -           | 21     | 1      |
| 2007-2008        | Villarreal       | PD               | 21         | 1          | CDR             | 6               | 0               | CI                 | 5                  | 0                  | -           | -           | -           | 32     | 1      |
| 2008-2009        | Villarreal       | PD               | 4          | 0          | CDR             | 2               | 0               | UCL                | 0                  | 0                  | -           | -           | -           | 6      | 0      |
| Totale Villareal | Totale Villareal | Totale Villareal | 46         | 2          |                 | 8               | 0               |                    | 5                  | 0                  |             | -           | -           | 59     | 2      |
| 2009-2010        | FC Cartagena     | SD               | 26         | 0          | CDR             | 0               | 0               | -                  | -                  | -                  | -           | -           | -           | 26     | 0      |
| 2010-2011        | FC Cartagena     | SD               | 31         | 0          | CDR             | 0               | 0               | -                  | -                  | -                  | -           | -           | -           | 31     | 0      |
| Totale Cartagena | Totale Cartagena | Totale Cartagena | 57         | 0          |                 | 0               | 0               |                    | -                  | -                  |             | -           | -           | 57     | 0      |
| Totale carriera  | Totale carriera  | Totale carriera  | 345        | 15         |                 | 32              | 0               |                    | 35                 | 0                  |             | 2           | 0           | 414    | 15     |

## Palmarès

### Giocatore

#### Club

##### Competizioni nazionali
- Community Shield: 2

Arsenal: 2002, 2004
- Coppa d'Inghilterra: 2

Arsenal: 2002-2003, 2004-2005
- Campionato inglese: 1

Arsenal: 2003-2004
- Campionato francese di seconda divisione: 1

Lilla: 1999-2000